# John Browne (compositor)
John Browne (c. 1450 - 1505) foi um compositor do Reino Unido. Ele é o primeiro entre os compositores da Eton Choirbook, tanto em contribuição como em excelência de resultados. Seu coral é conhecido pelas inovações e longas linhas melódicas. O formado em música Peter Philips disse "sublime quase mítico, grandioso de maneiras que aparentemente não tem paralelo nem na Inglaterra, nem fora".